# 特羅特山
特羅特山（英語：Mount Trott）是南極洲的山峰，位於麥克羅伯特森地，屬於查爾斯王子山脈的一部分，澳大利亞探險隊根據空中照片繪入地圖，現時由《南極條約體系》管理。